# Javiera Faletto
Javiera Faletto (* 9. Oktober 1991) ist eine chilenische Leichtathletin, die im Mittel- und Langstreckenlauf an den Start geht.

## Sportliche Laufbahn
Erste internationale Erfahrungen sammelte Javiera Faletto im Jahr 2014, als sie bei den Südamerikaspielen in Santiago de Chile in 2:12,82 min den achten Platz im 800-Meter-Lauf belegte. 2017 belegte sie bei den Südamerikameisterschaften in Luque in 4:42,55 min den achten Platz über 1500 Meter und im Jahr darauf kam sie bei den Südamerikaspielen in Cochabamba über diese Distanz nicht ins Ziel. 2023 gelangte sie bei den Südamerikameisterschaften in São Paulo mit 4:40,92 min auf den neunten Platz im 1500-Meter-Lauf und 2025 belegte sie bei den Südamerikameisterschaften in Mar del Plata in 4:29,62 min den fünften Platz. Zudem gelangte sie dort mit 16:27,36 min auf den neunten Platz im 5000-Meter-Lauf.
In den Jahren 2012, 2015 und 2018 wurde Faletto chilenische Meisterin im 800-Meter-Lauf und 2012, 2016 und 2018 sowie 2019 und 2025 über 1500 Meter. 2025 wurde sie zudem Landesmeisterin im 5000-Meter-Lauf.

## Persönliche Bestleistungen
- 800 Meter: 2:11,29 min, 21. Mai 2017 in Santiago de Chile
- 1500 Meter: 4:22,82 min, 24. Mai 2016 in Mar del Plata
- 3000 Meter: 9:51,96 min, 24. März 2018 in Concepción del Uruguay
- 5000 Meter: 16:27,36 min, 26. April 2025 in Mar del Plata